# أغاسين بايين (سياهو)
أغاسین بایین (بالفارسية: اغاسین پایین) هي قرية تقع في إيران في قسم سیاهو الريفي. يقدر عدد سكانها بـ 147 نسمة بحسب إحصاء 2016.